# South Drain
South Drain, ook wel Southdrain of Zuiddrain, is een grensplaats in Nickerie in West-Suriname. Het is de eindbestemming van de Oost-Westverbinding vanaf Albina aan de oostgrens.
South Drain ligt op 37 kilometer afstand van Nieuw-Nickerie. Vanaf South Drain loopt een jeep trail naar Apoera wat een aansluiting geeft op de zuidelijke Oost-Westverbinding. Er loopt geen brug over de grensrivier Corantijn waardoor de veerverbinding van Canawaima naar Moleson Creek, tien kilometer zuidelijk van Corriverton, de enige officiële grensovergang naar Guyana is. Er is nog wel een oversteekplaats voor personen in Backtrack.

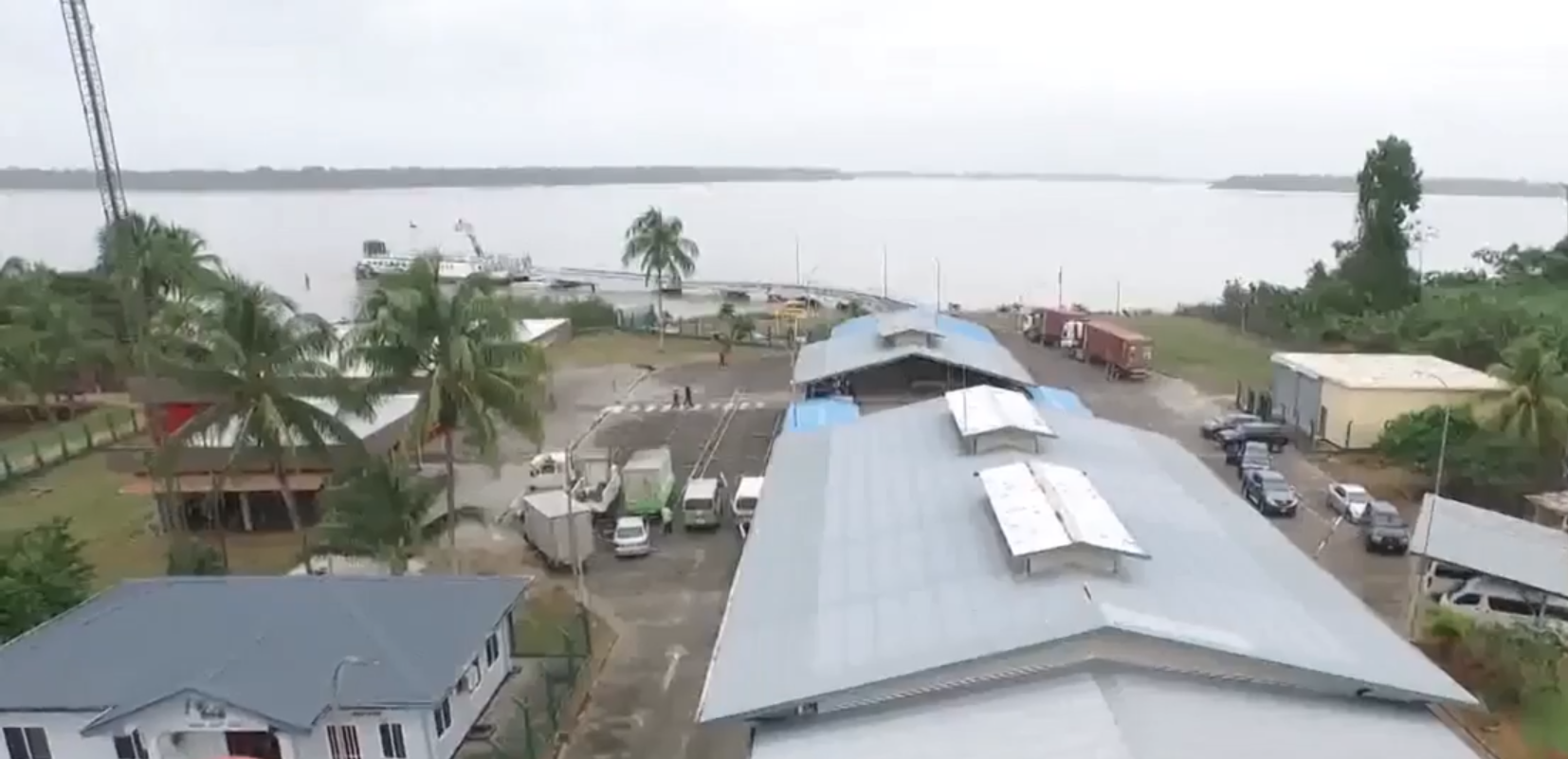
Veerdienst Canawaima